# محوطه امامزاده عبدالله چیتاب
محوطه امامزاده عبدالله چیتاب  مربوط به دوران‌های تاریخی پس از اسلام است و در شهرستان دنا، ۱ کیلومتری غرب چیتاب واقع شده و این اثر در تاریخ ۱۱ شهریور ۱۳۸۲ با شمارهٔ ثبت ۹۸۳۷ به‌عنوان یکی از آثار ملی ایران به ثبت رسیده است.